# Herbert Eulenberg
Herbert Eulenberg (Distrito de Mülheim, Colonia, 25 de enero de 1876 - Kaiserswerth, 4 de septiembre de 1949) fue un dramaturgo, cuentista, ensayista y poeta alemán, figura clave en los movimientos teatrales de los años 1920. 
Estudió jurisprudencia en Berlín, Leipzig, Múnich y Bonn; y estuvo en contacto de grandes personalidades de la cultura como Hermann Hesse, Thomas Mann, Stefan Zweig, Hanns Heinz Ewers, Frank Wedekind, Gerhart Hauptmann, Lulu von Strauß und Torney, Felix Hollaender, Else Lasker-Schüler, Erich Mühsam, Peter Hille, John Henry Mackay, Herwarth Walden, Emil Ludwig, Franz Werfel o Wilhelm Schmidtbonn.
En 1911, fundó en Düsseldorf junto con Arthur Kaufmann y Adolf Uzarski, la asociación de artistas modernos Das Junge Rheinland. En 1923 impartió una serie de conferencias en Estados Unidos y sus obras fueron prohibidas por el régimen nazi.

## Premios
- 1913 Volks-Schillerpreis y Preis der Peter Wilhelm Müller-Stiftung
- 1919 Wiener Volkstheaterpreis
- 1946 Libertad de Düsseldorf
- 1948 Heinrich-Heine-Preis de Hamburgo
- 1949 Nationalpreis der DDR

## Obras
- Alles um Geld. Ein Stück. Leipzig 1911
- Alles um Liebe. Eine Komödie. Leipzig 1910
- Anna Boleyn. Berlín 1920
- Anna Walewska. Eine Tragödie in 5 Akten. Berlín 1899
- Ausgewählte Werke in 5 Bänden. Band 1: Lyrische und dramatische Dichtungen, Band. 2: Dramen aus der Jugendzeit, Band 3: Dramen aus dem Mannesalter, Band 4: Schattenbilder und Lichtbilder, Band 5: Erzählende Werke. Stuttgart 1925
- Belinde. Ein Liebesstück in fünf Aufzügen. Leipzig 1913
- Brief eines Vaters unserer Zeit. In: PAN. 1. Jahrgang, Nr. 11, 1. April 1911, S. 358–363
- Bühnenbilder. Berlín 1924
- Das Buch vom Rheinland. München 1931
- Das Ende der Marienburg. Ein Akt aus der Geschichte. Stuttgart 1918
- Das grüne Haus. Ein Schauspiel. Meiningen 1921
- Der Bankrott Europas. Erzählungen aus unserer Zeit. 1919
- Der Frauentausch. Ein Spiel in fünf Aufzügen. Leipzig 1914
- Das Marienbild. in: Neue deutsche Erzähler. Band 1 (Max Brod u.a.) Paul Franke, Berlín o. J. (1930)
- Der Morgen nach Kunersdorf. Ein vaterländisches Stückchen. Leipzig 1914
- Der Mückentanz. Ein Spiel. Stuttgart 1922
- Der Übergang. Eine Tragödie. München 1920
- Deutsche Sonette. Leipzig 1910
- Die Familie Feuerbach. In Bildnissen. Stuttgart 1924
- Die Kunst in unserer Zeit. Eine Trauerrede an die deutsche Nation. Leipzig 1911
- Die letzten Wittelsbacher. Wien 1929
- Die Prä-Raphaeliten. Düsseldorf 1946
- Die Windmühle. Hamburg 1929
- Du darfst ehebrechen! Eine moralische Geschichte. Allen guten Ehemännern gewidmet. Berlín 1909
- Ein halber Held. Tragödie in fünf Aufzügen. Leipzig 1903
- Ein rheinisches Dichterleben. Bonn & Berlín 1927
- Erscheinungen. Stuttgart 1923
- Europa. Ein Hirtenstück aus der griechischen Sagenwelt (zwischen 1940 und 1944). Düsseldorf 1949
- Freundesworte. In: Leo Statz: Der Sillbund. Drei Eulen, Düsseldorf 1946, S. 11–20 (Nachruf auf den von den Nazis ermordeten Statz)
- Glaube, Liebe, Hoffnung. Berlín 1942
- Glückliche Frauen. Hellerau 1929
- Heinrich Heine. Berlín 1947
- Ikarus und Daedalus. Ein Oratorium. Leipzig 1912
- Kassandra. Ein Drama. Berlín 1903
- Katinka die Fliege. Ein zeitgenössischer Roman. Leipzig 1911
- Leidenschaft. Trauerspiel in fünf Aufzügen. Leipzig 1901
- Letzte Bilder. Berlín 1915
- Liebesgeschichten. Leipzig 1922
- Mein Leben für die Bühne. Berlín 1919
- Meister der Frühe. Düsseldorf 1947
- Mensch und Meteor. Dresde 1925
- Mückentanz. Ein Spiel. Stuttgart 1922
- Münchhausen. Ein deutsches Schauspiel. Berlín 1900
- Nachsommer. Berlín 1942
- Neue Bilder. 1912
- Schattenbilder und Lichtbilder. Stuttgart 1926
- Schattenbilder. 20 Musikerportraits. Düsseldorf und Wien 1965
- Schattenbilder. Eine Fibel für Kulturbedürftige in Deutschland. Berlín 1910
- So war mein Leben. Düsseldorf 1948
- Sonderbare Geschichten. Leipzig 1910
- Um den Rhein. Berlín 1927
- Wir Zugvögel. Roman. Stuttgart 1923
- Zeitwende. Ein Schauspiel in fünf Akten. Leipzig 1914

## Nota
- En 1914, firmó el Manifiesto de los 93.

- Datos: Q65019
- Multimedia: Herbert Eulenberg / Q65019